# Hollywood Boulevard
Hollywood Boulevard je ulice vedoucí losangeleskou čtvrtí Hollywood v Kalifornii, USA. Ve své východní části prochází dalšími částmi Hollywoodu – Little Armenia a Thai Town.
Na turisticky nejrušnější části Hollywood Boulevard, mezi Gower Street a La Brea Avenue, se nachází tzv. Hollywood Walk of Fame – Hollywoodský chodník slávy, který zde vznikl v roce 1958 jako pocta umělcům působících v zábavním průmyslu.
Na ulici sídlí však řada dalších kulturních památek, proslulých kin, obchodů a multifunkčních budov provozovaných filmovým a hudebním průmyslem.
Od roku 1887 nesla ulice jméno Prospect Avenue, a to až do připojení k městu Los Angeles v roce 1910.
Na Hollywood Boulevard se nachází několik zastávek červené linky losangeleského metra (Metro Red Line), které zde byly otevřeny po prodloužení podzemní dopravní sítě v roce 1999 z Downtownu do San Fernando Valley. Zastávky se nalézají na křižovatkách Hollywood Blvd. s Western Avenue, Vine Street a Highland Avenue.

## Památky a významná místa na Hollywood Blvd.

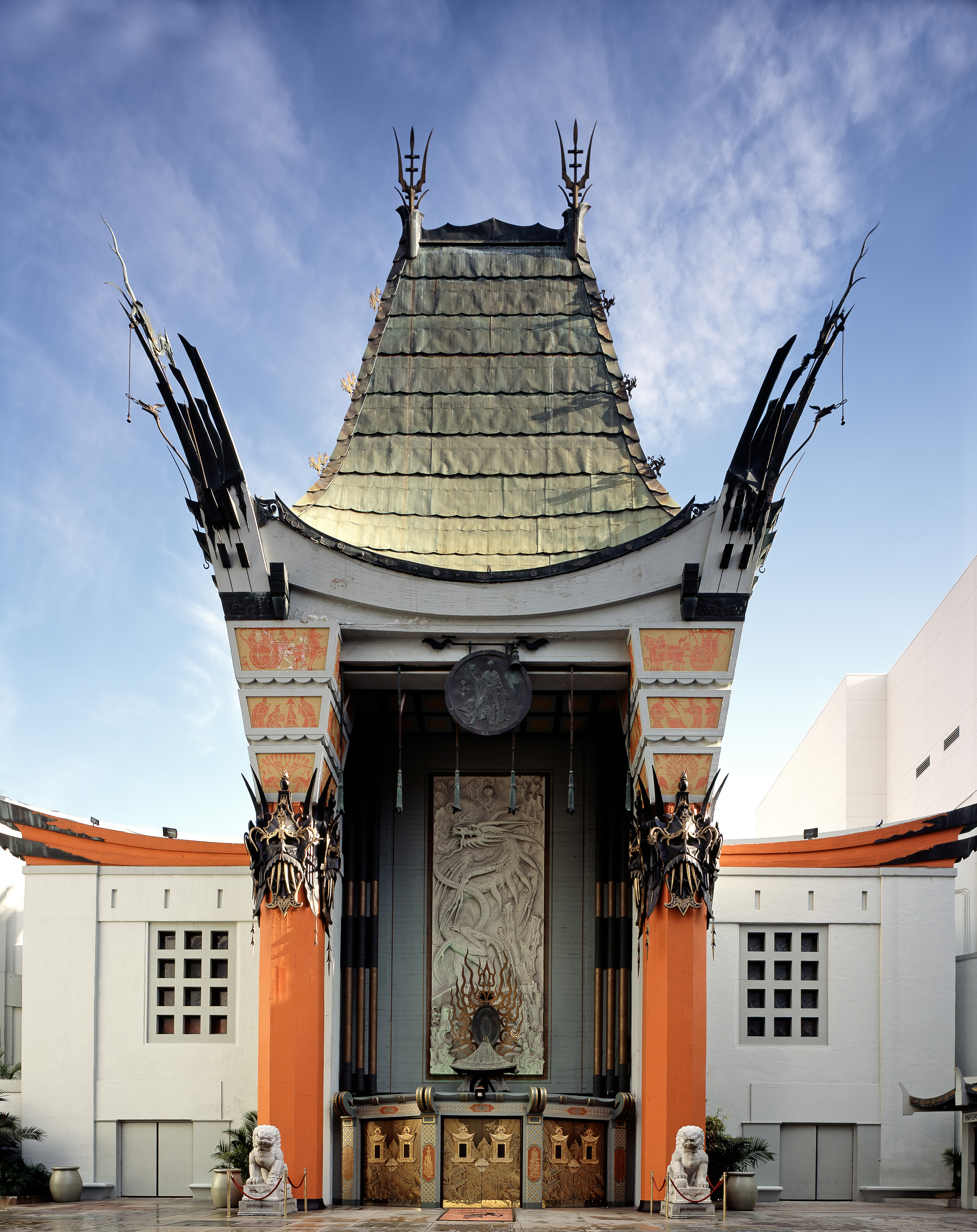
Grauman's Chinese Theatre

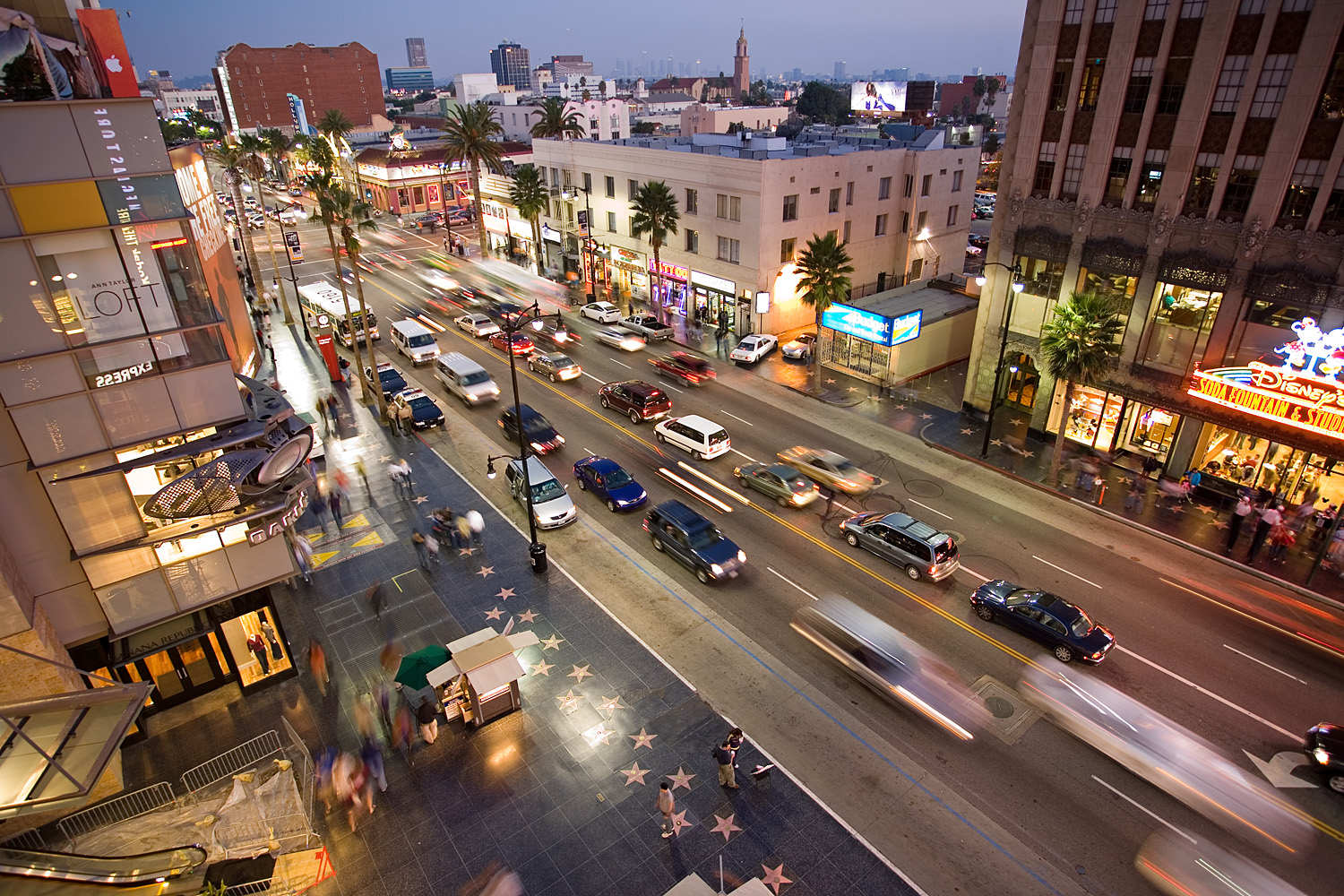
Pohled ze střechy Kodak Theatre na Hollywood Boulevard směrem k Downtown L. A..

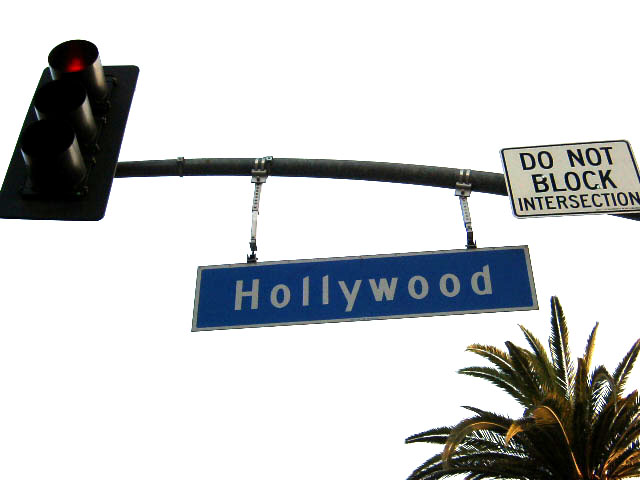
Hollywood Blvd.

- Capitol Records Tower – třináctiposchoďová budova Capitol Records, kde sídlí mnoho nahrávacích studií
- Bob Hope Square – křižovatka Hollywood Boulevard a Vine Street
- Dolby Theatre – divadlo, kde se každoročně udělují Ceny Akademie
- El Capitan Theatre – původně divadlo, později kino ve stylu art deco, ve kterém se promítala premiéra Občana Kanea
- Frederick's of Hollywood – světoznámý obchod se spodním prádlem vystavující podprsenky filmových hvězd
- Hollywood Sign (Nápis Hollywood) – proslulý nápis na Hollywoodských pahorcích nad Hollywoodem
- Hollywood and Highland – nákupní a zábavní komplex, jehož součástí je i Kodak Theatre
- Hotel Hollywood Roosevelt – hotel z 20. let a dějiště prvního předávání Oscarů v historii
- Hollywood Walk of Fame – hollywoodský chodník slávy
- Hollywood Wax Museum – voskové muzeum hvězd showbyznysu
- Hollywood Masonic Temple – budova, ve které sídlí studio talk show Jimmy Kimmel Live!
- Mann's Chinese Theatre – divadlo v čínském stylu, na jehož nádvoří se v betonu nachází otisky rukou a nohou mnoha hvězd showbyznysu
- Grauman's Egyptian Theatre – proslulé kino, jež bylo místem úplně první hollywoodské premiéry Robin Hood (film, 1922)
- Musso & Frank Grill – legendární restaurace, jejímiž častými hosty byli Charles Bukowski, William Faulkner nebo Raymond Chandler
- Ripley's Believe It Or Not! Odditorium – muzeum zasvěcené bizarnostem s modelem tyranosaura rexe na střeše